# Sertularia flexilis
Sertularia flexilis är en nässeldjursart som beskrevs av Thompson 1879. Sertularia flexilis ingår i släktet Sertularia och familjen Sertulariidae. Inga underarter finns listade i Catalogue of Life.